# 湯河原市

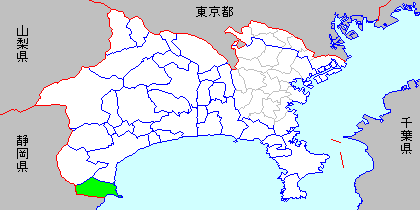
神奈川県湯河原市（新設予定）の位置図

湯河原市（ゆがわらし）は、神奈川県の南西部にある、足柄下郡真鶴町と湯河原町が合併してできる予定だった市である。2004年に合併協議会は廃止された。なお、代表駅も湯河原駅となる予定だった。
真鶴町と湯河原町は、1965年から広域行政を行うなど結びつきが強かった。平成の大合併の機運が高まりつつあった2001年ごろから両町とも合併を模索し始め、2002年に合併推進協議会（任意協議会）を設置、2003年に合併協議会（法定協議会）を設置するに至った。

## 合併協議会設置後の流れ
- 2003年9月19日　合併協議会設置。2005年1月を合併の目標とする。
- 2004年1月14日　新市の名前が「湯河原市」に決定。
- 4月 「合併の賛否に関する住民意向調査」（アンケート方式）湯河原町では80.4% が賛成、真鶴町では58.7% が反対。
- 5月24日　真鶴町で住民投票を求める陳情が採択される。
- 8月8日　真鶴町で住民投票実施。投票率66.53%。賛成2,576票、反対2,604票、無効68票。
- 8月18日　真鶴町の住民投票を受け、合併協議会解散を決定。
- 9月25日　合併協議会解散。

## 両町のその後
三木邦之真鶴町長は合併の中止を受けて辞任した。後任の青木健町長は住民の意見を聞いて今後を検討したい、としている。
一方、湯河原町は自立に向けて「あたらしいまちづくり調査特別委員会」を設置した。